# Богораз Микола Олексійович
Мико́ла Олексі́йович Богора́з  (*13 лютого 1874, Тбілісі — †15 липня 1952)— російський радянський хірург, заслужений діяч науки РРФСР (1936), засновник хірургічної школи.
Народився в Тбілісі. 1897 закінчив Військово-медичну академію. До 1906 — практичний лікар. В 1906—12 працював на кафедрі хірургії Томського університету. 
1912 був обраний професором Варшавського університету. 1918—41 Богораз завідував кафедрою хірургії в Ростові-на-Дону; з 1943 — завідував кафедрою хірургії 2-го Московського медичного інституту. 
Відзначався дуже широкими науковими інтересами, але головним напрямом його досліджень завжди залишалась відновлювальна хірургія. Богораз  опрацьовував питання кістковопластичної та судинної хірургії, блискуче розв'язав проблему пересадки кінцівки на судинно-нервовому пучку, вивчав можливість пересадки деяких органів. Велике науково-практичне значення мають також праці Богораза, присвячені воєннопольовій хірургії, хірургічному лікуванню захворювань стравоходу, шлунка й печінки. 
Богораз  запропонував багато нових хірургічних операцій, що носять його ім'я.
Сталінська премія, 1950.